# Coupe des nations de rink hockey 1991
Navigation
Coupe des nations 1989 Coupe des nations 1993
La Coupe des nations de rink hockey 1991 est la 53e édition de la compétition. La coupe se déroule du 23 mars au 1er avril 1991 à Montreux. Cette édition réunit environ 9 000 spectateurs sur les cinq jours de la compétition.

## Déroulement
La compétition est divisée en deux phases.

## Phase de poules

### Groupe A
|   | Équipes      | Pts | J | V | E | D | BM | BS | DB  |
| - | ------------ | --- | - | - | - | - | -- | -- | --- |
| 1 | Italie       | 8   | 4 | 4 | 0 | 0 | 25 | 6  | 19  |
| 2 | Roller Monza | 6   | 4 | 3 | 0 | 1 | 25 | 5  | 20  |
| 3 | Pays-Bas     | 4   | 4 | 2 | 0 | 2 | 20 | 17 | 3   |
| 4 | États-Unis   | 2   | 4 | 1 | 0 | 3 | 7  | 18 | -11 |
| 5 | Australie    | 0   | 4 | 0 | 0 | 4 | 6  | 37 | -31 |

|            | Italie | Australie | États-Unis | MON | Pays-Bas |
| ---------- | ------ | --------- | ---------- | --- | -------- |
| Italie     |        |           |            |     |          |
| Australie  | 1-15   |           |            |     |          |
| États-Unis | 2-4    | 3-1       |            |     |          |
| Monza      | 2-3    | 9-1       | 5-0        |     |          |
| Pays-Bas   | 1-3    | 10-3      | 8-2        | 1-9 |          |

### Groupe B
|   | Équipes     | Pts | J | V | E | D | BM | BS | DB  |
| - | ----------- | --- | - | - | - | - | -- | -- | --- |
| 1 | Espagne     | 8   | 4 | 4 | 0 | 0 | 43 | 5  | 38  |
| 2 | Portugal    | 6   | 4 | 3 | 0 | 1 | 29 | 8  | 21  |
| 3 | Allemagne   | 4   | 4 | 2 | 0 | 2 | 16 | 19 | -3  |
| 4 | France      | 2   | 4 | 1 | 0 | 3 | 5  | 29 | -24 |
| 5 | Montreux HC | 0   | 4 | 0 | 0 | 4 | 4  | 36 | -32 |

|             | France | Portugal | Espagne |     | Allemagne |
| ----------- | ------ | -------- | ------- | --- | --------- |
| France      |        |          |         |     |           |
| Portugal    | 9-2    |          |         |     |           |
| Espagne     | 12-0   | 4-1      |         |     |           |
| Montreux HC | 1-3    | 1-10     | 2-17    |     |           |
| Allemagne   | 7-0    | 1-9      | 2-10    | 6-0 |           |

## Phase finale
|   | Équipes      | Pts | J | V | E | D | BM | BS | DB |
| - | ------------ | --- | - | - | - | - | -- | -- | -- |
| 1 | Espagne      | 6   | 3 | 3 | 0 | 0 | 8  | 2  | 6  |
| 2 | Portugal     | 3   | 3 | 1 | 1 | 1 | 8  | 10 | -2 |
| 3 | Italie       | 2   | 3 | 1 | 0 | 2 | 7  | 7  | 0  |
| 4 | Roller Monza | 1   | 3 | 0 | 1 | 2 | 4  | 8  | -4 |

|              | Italie | Portugal | Espagne | Roller Monza |
| ------------ | ------ | -------- | ------- | ------------ |
| Italie       |        |          |         |              |
| Portugal     | 4-3    |          |         |              |
| Espagne      | 2-1    | 4-1      |         |              |
| Roller Monza | 1-3    | 3-3      | 0-2     |              |

## Matchs de classement
|   | Équipes     | Pts | J | V | E | D | BM | BS | DB  |
| - | ----------- | --- | - | - | - | - | -- | -- | --- |
| 1 | Pays-Bas    | 10  | 5 | 5 | 0 | 0 | 35 | 12 | 23  |
| 2 | Allemagne   | 6   | 5 | 3 | 0 | 2 | 31 | 15 | 16  |
| 3 | États-Unis  | 6   | 5 | 3 | 0 | 2 | 16 | 17 | -1  |
| 4 | France      | 6   | 5 | 3 | 0 | 2 | 13 | 17 | -4  |
| 5 | Australie   | 2   | 5 | 1 | 0 | 4 | 15 | 36 | -21 |
| 6 | Montreux HC | 0   | 5 | 0 | 0 | 5 | 11 | 24 | -13 |

|             | États-Unis | France | Allemagne | Pays-Bas |     | Australie |
| ----------- | ---------- | ------ | --------- | -------- | --- | --------- |
| États-Unis  |            |        |           |          |     |           |
| France      | 4-2        |        |           |          |     |           |
| Allemagne   | 1-4        | 7-0    |           |          |     |           |
| Pays-Bas    | 8-2        | 5-2    | 7-2       |          |     |           |
| Montreux HC | 3-5        | 1-3    | 0-6       | 3-5      |     |           |
| Australie   | 1-3        | 2-4    | 4-15      | 3-10     | 5-4 |           |

## Classement final
| Classement | Équipes      |
| ---------- | ------------ |
|            | Espagne      |
|            | Portugal     |
|            | Italie       |
| 4          | Roller Monza |
| 5          | États-Unis   |
| 6          | France       |
| 7          | Allemagne    |
| 8          | Pays-Bas     |
| 9          | Montreux HC  |
| 10         | Australie    |

| Vainqueur du tournoi de Montreux 1991 |
| ------------------------------------- |
| Espagne 12°                           |